# Louis Convers
Pour les articles homonymes, voir Convers (homonymie).
Louis Joseph Convers est un sculpteur et médailleur français né dans le 9e arrondissement de Paris le 4 septembre 1860 et mort dans le 17e arrondissement de la même ville le 7 décembre 1915. 

## Biographie
Louis Convers naît dans le 9e arrondissement de Paris le 4 septembre 1860.
Élève d'Aimé Millet, Jules Cavelier et Félix-Joseph Barrias à l'École des beaux-arts de Paris, Louis Convers expose en 1897 La Justice, commande du palais de justice de Grenoble, au Salon des artistes français. Il est lauréat du prix de Rome de sculpture en 1888. Il obtient une médaille d'or à l'Exposition universelle de 1900 avec L’Énigme, La Légende, Salomé et La Justice. 
Il est l'auteur du groupe monumental Les Saisons qui décore l'entrée du Petit Palais à Paris et, en 1909, son marbre de La Source, médaille de 1re classe au Salon des artistes français, est acquis par l’État pour le musée du Luxembourg et aujourd'hui conservé au Petit Palais.
En dehors des commandes officielles, il réalise des sculptures décoratives en bronze, doré ou non, dont certaines font office de lampes.
Il meurt dans le 17e arrondissement de Paris le 7 décembre 1915,,.

## Œuvres dans les collections publiques
- Brest, musée des Beaux-Arts : L'Harmonie, 1917.
- Nantes, musée des Beaux-Arts : La Justice, 1897.
- Paris :
  - École nationale supérieure des beaux-arts : Oreste au tombeau d'Agamemnon, ronde-bosse en plâtre, prix de Rome de sculpture en 1888.
  - Manufacture nationale des Gobelins :
    - La Bièvre, bas-relief en marbre ;
    - Quatre bas-reliefs ornant la façade de la manufacture et représentant La Tonte, Le Lavage, La Corderie et La Fileuse. Quatre autres médaillons ont été sculptés par Jean-Baptiste Hugues.

  - musée d'Orsay :
    - Valérie Rémond, plaquette en bronze ;
    - Juliette, 1896, plaquette en bronze.

  - Petit Palais :
    - Les Quatre saisons, 1900, groupe situé à gauche au pied de l'escalier de l'entrée ;
    - Enfants musiciens, 1900, groupes en zinc surmontant le porche de gauche dans la cour[6] ;
    - La Source, ou La Bièvre, vers 1900, bas-relief en marbre.

## Sculpture d'édition
- Danse de Salomé, fonte Thiébaut, Frères Fumière et Gavignot.
- Jeune fille nue se peignant, bronze doré.
- Nymphe, lampe, fonte Thiébaut.

Œuvres de Louis Convers au Petit Palais à Paris
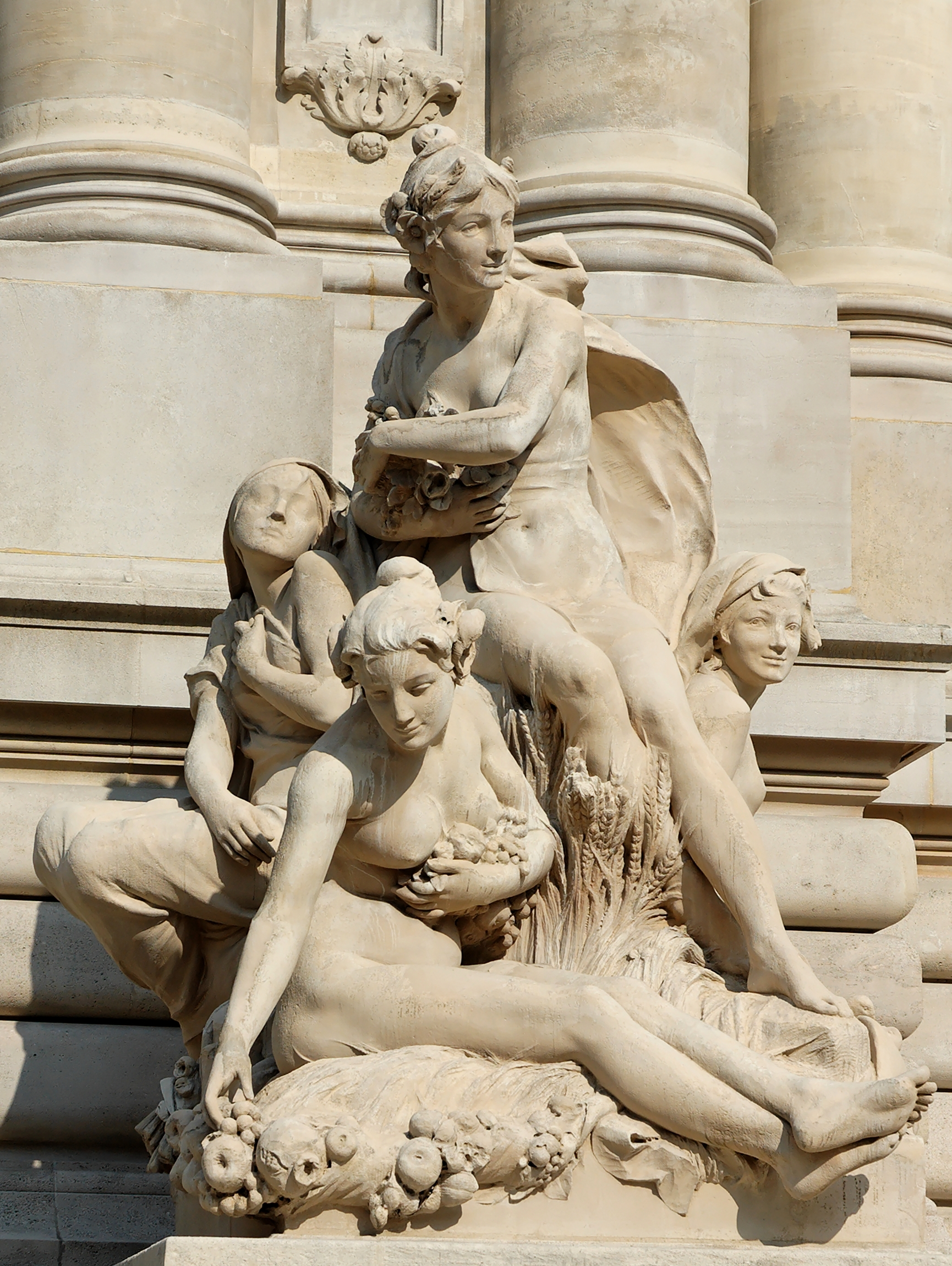
Les Quatre saisons (1900).
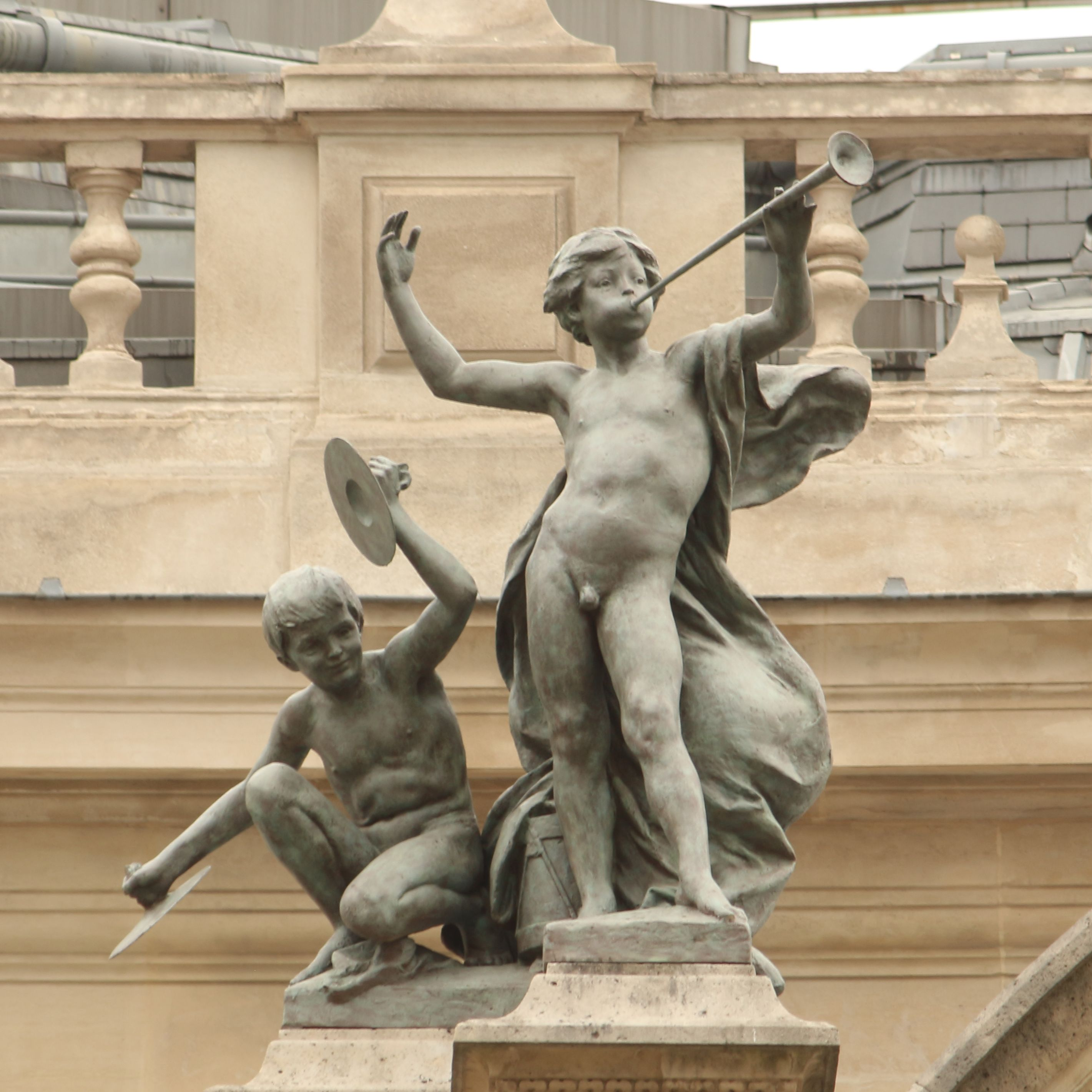
Enfants musiciens (1900).
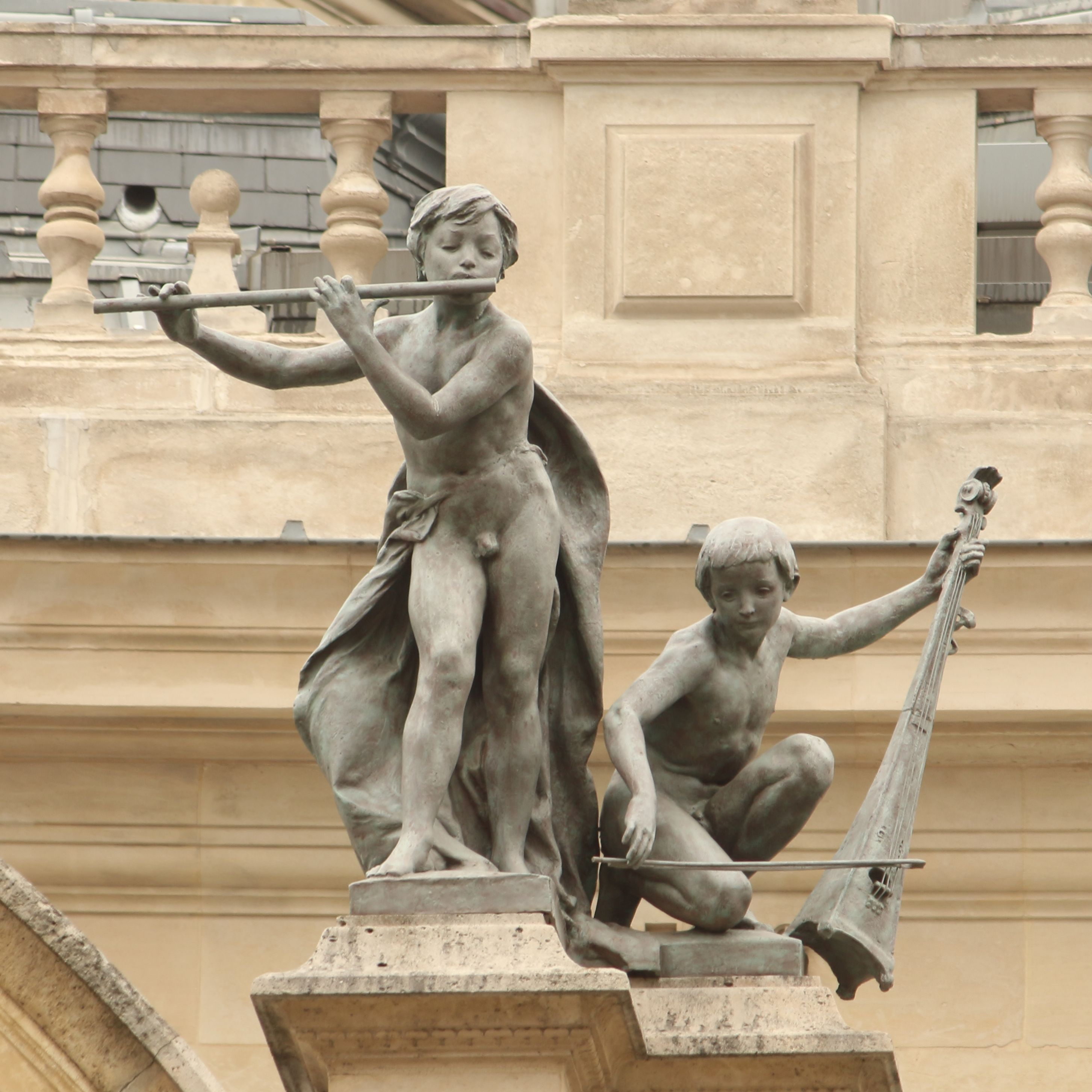
Enfants musiciens (1900).